# グスタフ3世のコーヒー実験

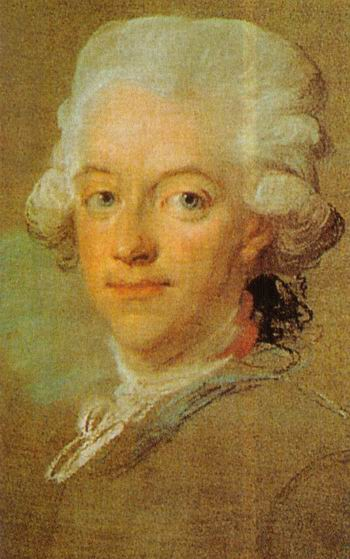
スウェーデン王グスタフ3世 (1746–1792) はコーヒーの健康への危険性を自らが証明するという決意を抱いていたという。

グスタフ3世のコーヒー実験とは、スウェーデン国王グスタフ3世の命令によって行われたとされている、コーヒーが健康に与える危険性を調べるための双子研究である。この出来事の信憑性には疑問が持たれている。18世紀後半に行われたというこの実験は、結果的にコーヒーが危険な飲料であることを証明することには失敗したとされている。 

## 背景
コーヒーが初めてスウェーデンに伝えられたのは1674年頃であるが、18世紀に富裕層の間で流行するまではほとんど飲まれていなかった。1746年、「コーヒーと茶の乱用および過剰摂取」を理由として、コーヒーおよび茶の消費に反対する勅令が発布された。コーヒーと茶の消費には重税が課されることとなり、税金を納めなかった者には罰金の徴収および所持するカップと皿の没収が行われるとされた。その後、コーヒーは完全に禁止されることとなったが、それでもコーヒーの消費が途絶えることはなかった。
当時のスウェーデン国王グスタフ3世は、コーヒーの摂取が公衆衛生への脅威であると考えていた。自らがコーヒーの健康への危険性を証明するのだと心に決めていたグスタフ3世は、コーヒーの健康への影響について科学的な実験を行うよう命じた。

## 実験
グスタフ3世の命により、実験は一卵性双生児を用いて行われることとなった。被験者として選ばれた双子は2人とも犯罪を犯して囚人となっており、死刑判決を言い渡されていた。実験に参加することを条件として、2人の刑罰は終身刑に減刑されることとなった。双子の1人は1日ポット3杯のコーヒーを、別の1人は1日ポット3杯の茶を、死ぬまで毎日飲むこととされた。
実験の監督者および調査結果の報告者として2人の医師が任命されていたが、両者とも実験が完了する前に、恐らく老衰によって死亡した。グスタフ3世も1792年に暗殺され、実験の最終結果を見ることはできなかった。双子のうち、先に死亡したのは毎日茶を飲まされた方であり、死亡時には83歳だった。毎日コーヒーを飲まされた方の双子がいつ死亡したのかは不明である。

## 余波
スウェーデン政府は1794年に再度コーヒー禁止令を発し、禁止令はその後1820年代まで数回にわたって発令されることとなったが、コーヒーを飲む習慣が根絶されることはなかった。コーヒー禁止令が撤回されると、コーヒーはスウェーデンで最も人気のある飲料となった。その後、現代に至るまでスウェーデンは1人あたりのコーヒー消費量が世界でも特に多い国の1つである。
この実験は「スウェーデンで初めて行われた治験」と冗談めかして呼ばれることがある。